# 398 Admete
398 Admete là một tiểu hành tinh ở vành đai chính: Nó được Auguste Charlois phát hiện ngày 28.12.1894 ở Nice và được đặt theo tên Admete, một trong 2 phụ nữ trong thần thoại Hy Lạp.